# Centropogon albertinus
Centropogon albertinus är en klockväxtart som beskrevs av Franz Elfried Wimmer. Centropogon albertinus ingår i släktet Centropogon och familjen klockväxter. Inga underarter finns listade i Catalogue of Life.